# ウォルター・グレシャム

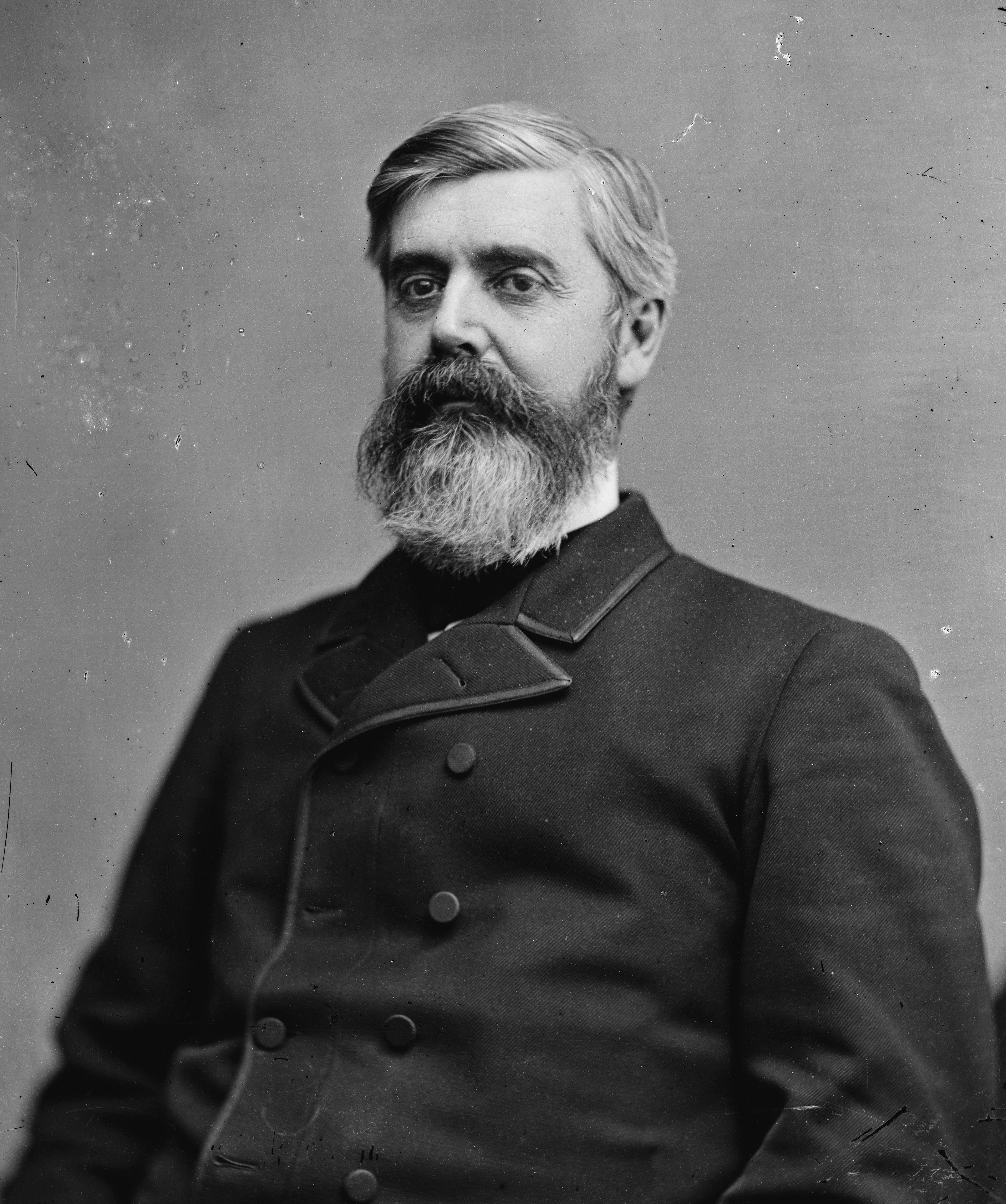
ウォルター・グレシャム

ウォルター・クウィンティン・グレシャム（Walter Quintin Gresham、1832年3月17日 - 1895年5月28日）は、アメリカ合衆国の政治家、法学者。アメリカ連邦政府において郵政長官、財務長官、国務長官を歴任し、巡回控訴裁判所の判事を務めた。

## 生涯
1832年、グレシャムはインディアナ州レインズヴィル近郊で生まれた。グレシャムはインディアナ州コリドンの専門学校で2年間過ごした後、インディアナ大学ブルーミントン校に1年間在籍し、法律の勉強をした。そしてグレシャムは1854年に弁護士の資格を取得すると、同年に新結成された共和党の党員となった。
グレシャムは1856年の大統領選挙においてジョン・フリーモントを支持し、選挙演説人として積極的な活動を行った。1860年には共和党の公認候補としてインディアナ州下院議員選挙に出馬し、民主党の地盤が強固な選挙区から当選を果たした。
グレシャムはインディアナ州議会において軍事委員会の議長に就任し、アメリカ陸軍のインディアナ中隊の編成に携わった。そして1861年に南北戦争が勃発すると、グレシャムは第23インディアナ志願歩兵連隊の大佐に任官した。1862年、グレシャムはユリシーズ・グラントがテネシー州で展開していた軍事行動を引き継ぐ形で戦争に参加し、連隊を指揮した。コリンスの戦いとヴィックスバーグの戦いでは旅団の指揮を任された。1863年8月、グレシャムは志願兵の准将に昇任すると、ミシシッピ州ナチェズの旅団の指揮を任された。ウィリアム・シャーマンによる1864年のアトランタ攻撃では第17陸軍軍団隷下の師団を統率したが、アトランタの戦いの直前の7月20日に足を負傷したため、戦地を退いた。グレシャムの足は、このときの後遺症により不自由なままとなった。そして1865年、グレシャムは志願兵の名誉少将に任命された。
南北戦争終戦後、グレシャムはインディアナ州ニューオールバニで弁護士を開業し、1869年にユリシーズ・グラント大統領からインディアナ州地方裁判所判事に任命された。
1883年4月、グレシャムはチェスター・アーサー大統領から郵政長官に任命された。グレシャムの郵政長官就任は前任のティモシー・ハウ死去による緊急的なものであったが、ルイジアナ州宝くじの廃止に向けて積極的な活動を行った。
1884年9月にはチャールズ・フォルジャー財務長官が死去したため、グレシャムが財務長官を兼任することになった。グレシャムはフォルジャーと親しい関係にあり、金融に関する政治理念を共有していたことから、グレシャムはフォルジャーの政治路線をそのまま継承した。最大の問題は財務省の余剰資金をどのように処理するかであったが、関税の引き下げにより余剰資金を市中に回すというフォルジャーの基本方針が変更されることはなかった。
そしてグレシャムは翌10月、アメリカ合衆国第7巡回控訴裁判所判事への就任指名を受諾するため、郵政長官と財務長官を辞任した。
グレシャムは1884年の大統領選挙と1888年の大統領選挙において、共和党の大統領候補の1人に推薦された。グレシャムは党内でも高い評価を得ていたが、次第に自身の政治方針と共和党の政治方針との間に差異を感じるようになり、共和党を離党した。
グレシャムは1892年の大統領選挙において民主党のグロバー・クリーブランドを支持した。そしてクリーブランドが勝利を収めると、グレシャムは国務長官に就任した。
1895年、グレシャムはワシントンD.C.の事務所で死去した。グレシャムの遺体はバージニア州アーリントン国立墓地に埋葬された。